# Famille Lascaris de Vintimille
Pour les articles homonymes, voir Lascaris (homonymie).
La famille Lascaris de Vintimille est une famille issue du mariage entre le comte Guillaume Pierre I de Vintimille et Eudoxie Lascaris, fille de l'empereur byzantin Théodore II Lascaris, en juillet 1261.
À la mort de Guillaume-Pierre II survenue aux environs de 1360, ses biens furent partagés entre ses enfants, conformément à son testament. Tende et La Brigue firent partie de lots différents, et c'est alors que les deux branches des Lascaris prirent naissance, celle des seigneurs de Tende et celle des seigneurs de La Brigue.

## Histoire
Après la violente prise de pouvoir par Michel VIII Paléologue, la famille Lascaris, issue du précédent  empereur, s'éparpille dans toute l'Europe, notamment en Hongrie, Bulgarie, Russie, Roumanie, Pologne et Allemagne, mais aussi en France.
En particulier, la famille s'installe à Vintimille un certain temps, puis dans le village de Tende et à Nice au XIVe siècle où elle sera notamment à l'origine du Palais Lascaris, rue Droite dans le Vieux-Nice, bâtiment baroque du XVIIe siècle. Elle comptera de nombreux militaires, évêques et cardinaux catholiques, décorés de l'ordre du Saint-Esprit et de l'ordre de Saint-Louis. Ils étaient proches de la cour, et deux d'entre eux eurent pour parrain le roi Louis XIV.
Théodore Lascaris de Vintimille (1774-1817) fut un agent secret envoyé par Napoléon Bonaparte en mission dès 1799. Ce personnage reste peu connu, mais son rôle est comparable à celui que tiendra Lawrence d'Arabie quelque cent ans plus tard. Il parcourut l'Orient pendant des années, notamment la Syrie et la Jordanie, vivant comme un Bédouin et récoltant des renseignements pour Bonaparte. Lascaris a pour mission de s'introduire dans les tribus bédouines, de partager leur vie et de gagner leur confiance, afin d'unifier l'Arabie contre la puissante Turquie. Il parvient à pactiser avec les émirs du désert qui songent à remettre la main sur Bagdad et acceptent de préparer le passage de la Grande Armée à travers le désert. On sait également de lui qu'il participa à la campagne d'Égypte, où il s'illustra.
Les mémoires de Lascaris, écrits lors de ses voyages, ont été vendus après sa mort par son assistant en Orient, Fathallah Al-Sayegh, acquis et traduits par le poète français Lamartine en 1833. Ils ont été publiés depuis (voir bibliographie).

## Généalogie (branche aînée)

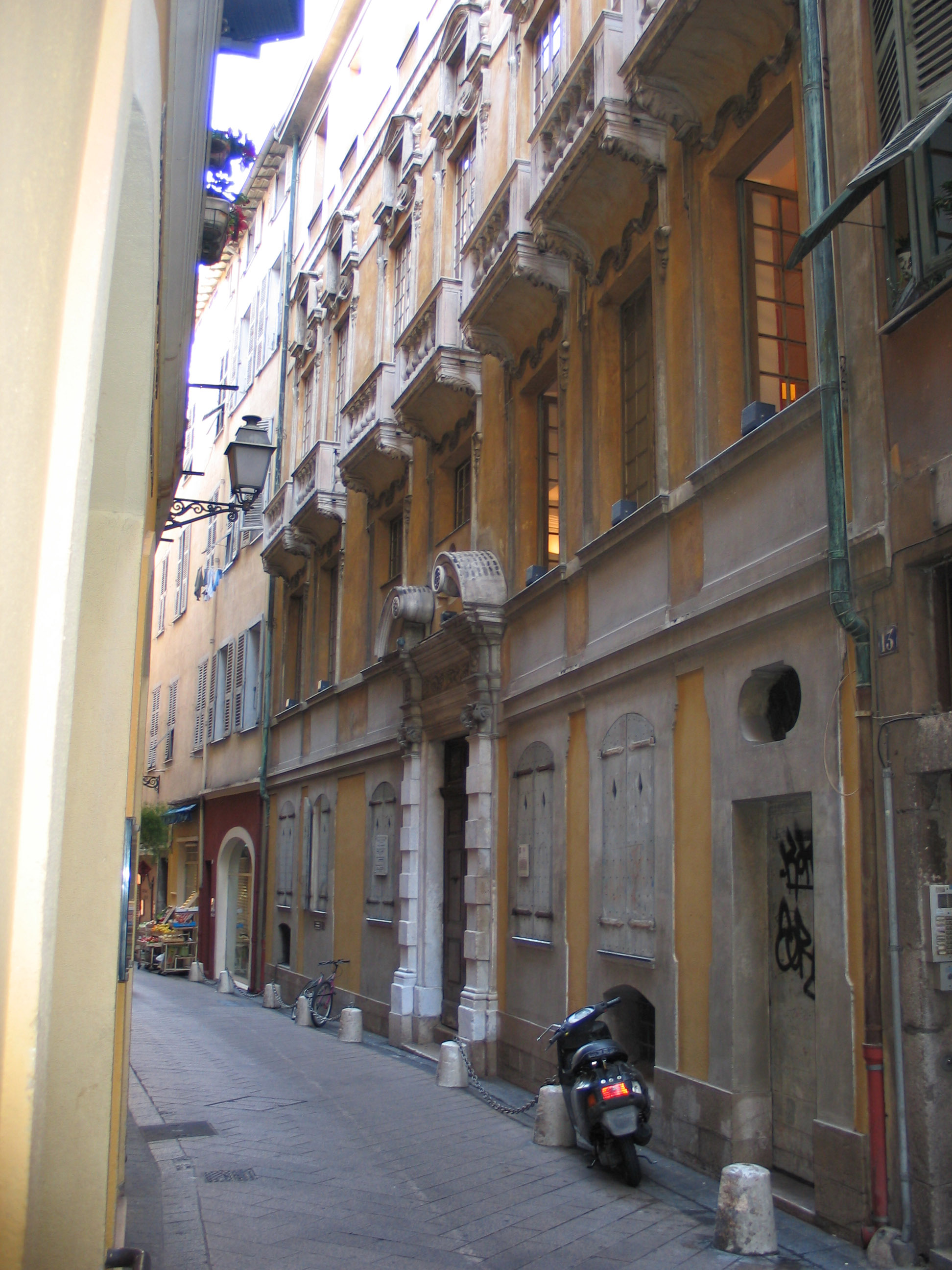
Nice - Le Palais Lascaris.

- Guillaume Pierre I de Vintimille (1230†1282), épouse Eudoxie Lascaris (1254†1311) en juillet 1261.
- Jean Ier Lascaris de Vintimille († avant 1344)
- Guillaume-Pierre II Lascaris de Vintimille († avant juillet 1369), seigneur de Tende et La Brigue
- Guillaume-Pierre III Lascaris de Vintimille, comte de Tende, seigneur de Roquebrune de la Brigue, viguier de Marseille en 1402 épouse Dragonne de Ricavi
- Louis ou Ludovic Ier Lascaris de Vintimille (1369-1399), seigneur de Limone et de La Brigue puis seigneur de La Roquette-Saint-Martin en 1383[2]
- Guy Lascaris de Vintimille (testament 1431)
- Louis II Lascaris de Vintimille (v1400†1448)
- Jean II Lascaris de Vintimille (né ~1430)
- Louis III Lascaris de Vintimille (né ~1460)
- Honoré Lascaris de Vintimille (v1490†1546)
- Claude Lascaris de Vintimille (v1525†v1590)
- Antoine Lascaris de Vintimille (1566†1598)
- Marc Lascaris de Vintimille (1594†1651)
- Jean III Lascaris de Vintimille (1633†1681)
- Blaise Lascaris de Vintimille (1664†1741)
- Marie Lascaris de Vintimille (1707†1782).
- Giuseppe Vincenzo Francesco Maria Lascaris de Vintimille (1729†1793), marquis de La Roquette-sur-Var, comte de Vintimille, Castellar et Valdandona, vice-roi de Sardaigne (1777-1781), Grand Chambellan, ministre des Affaires étrangères du royaume de Sardaigne (Giuseppe Lascaris di Ventimiglia (it))

Marie Lascaris de Vintimille épouse Barthélémy Fornier de Violet (1696†1768) le 20 août 1726.

## Armoiries

Blason des Lascaris de Vintimille, associant l'aigle bicéphale byzantin et les armoiries du comté de Vintimille.

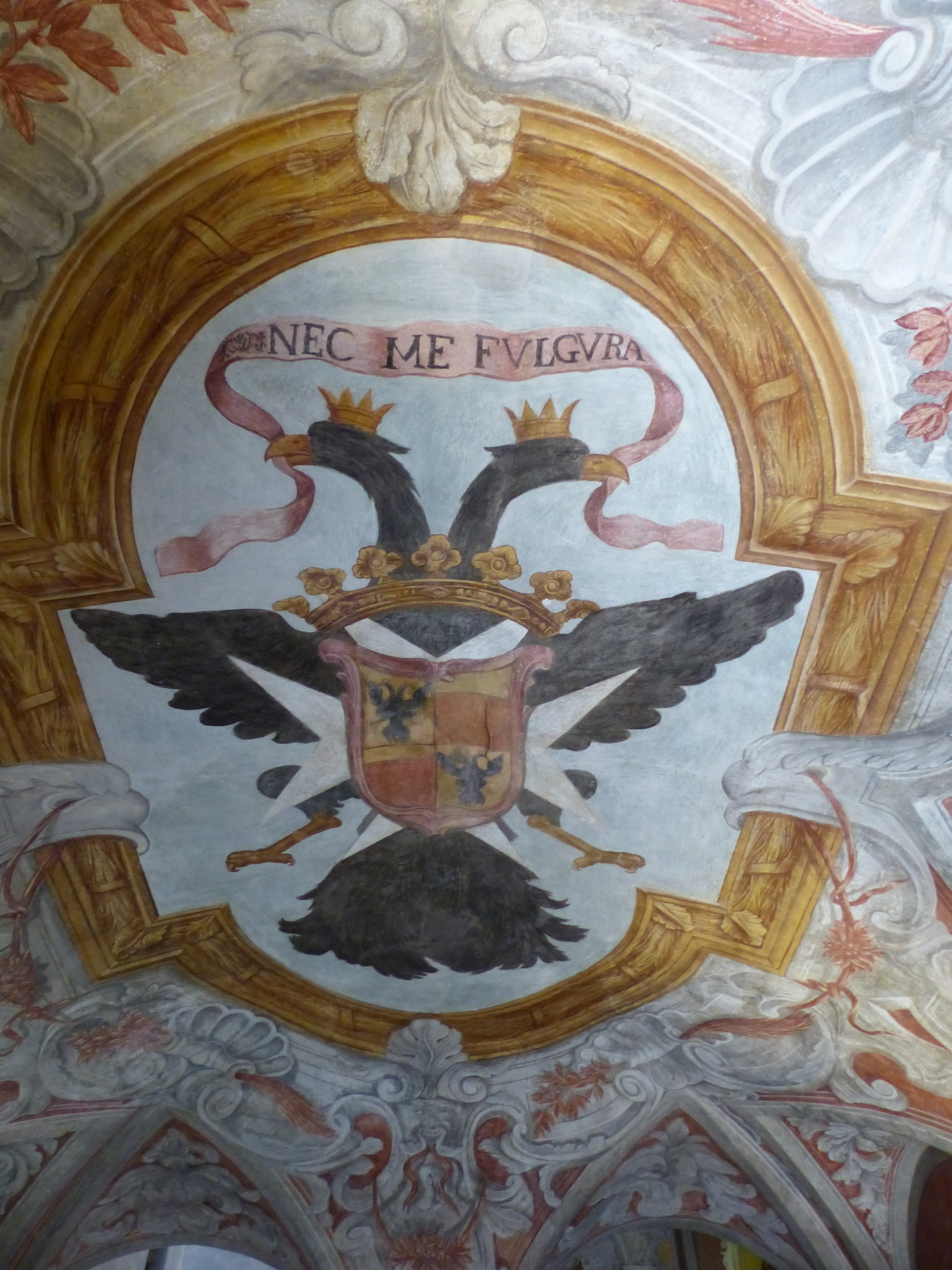
Armoiries figurant dans le palais Lascaris de Nice.

Les armes de la famille présente au palais se blasonnent ainsi : Écartelé : aux 1 et 4, de gueules, à l'aigle éployée d'or, chaque tête couronnée du même (Lascaris) ; aux 2 et 3, de gueules, au chef d'or (Vintimille).